# LOWA ET50
Unter der Typenbezeichnung ET/EB 50 stellte die VVB LOWA im Werk Werdau eine Serie von Trieb- und Beiwagen her, die an mehrere Straßenbahnbetriebe der Deutschen Demokratischen Republik geliefert wurden. 1954 übernahm der VEB Waggonbau Gotha die Produktion der Wagen und führte die Fertigung unter der Typenbezeichnung ET/EB 54 bis 1956 fort.
Die Fahrzeuge stellten die ersten Straßenbahn-Einheitstypen der DDR dar und gelten als Vorläufer der ab 1957 konstruierten Gothawagen. Von den zweiachsigen Fahrzeugen wurden insgesamt 249 Trieb- sowie 438 Beiwagen hergestellt. Die Auslieferung erfolgte an alle Betriebe der DDR mit Ausnahme der Straßenbahnen in Bad Schandau, Eisenach, Erfurt, Mühlhausen und Woltersdorf. Weitere Fahrzeuge wurden darüber hinaus in die Volksrepublik Polen und die Sowjetunion exportiert.

## Typenbezeichnung
Offiziell wurden die Fahrzeuge als ET 50 und EB 50 beziehungsweise ET 54 und EB 54 (Einheits-Triebwagen/Beiwagen Baujahr 1950). Diese Bezeichnung verwendeten auch die meisten Betriebe. In Leipzig wurden die Werdauer Triebwagen als Typ 30, die Gothaer als Typ 30a und die Beiwagen als Typ 62 bezeichnet. In Berlin liefen die Wagen gemäß dem BVG-Typenschlüssel als B 50 und B 51. Letztere wurden bereits vom Werk Gotha produziert und entsprachen im Aufbau den EB 54. Die Warschauer EB 50-Beiwagen waren als Typ P18 im Einsatz.
Da sich beide Fahrzeugtypen nur geringfügig voneinander unterscheiden, ist auch häufig die gemeinsame Bezeichnung LOWA-Wagen beziehungsweise LOWA-Straßenbahnwagen zu finden.

## Geschichte
In den ersten Jahren nach dem Ende des Zweiten Weltkrieges waren die Straßenbahnbetriebe der Sowjetischen Besatzungszone darum bemüht, den beschädigten Wagenpark wiederherzustellen. Neben der herkömmlichen Ausbesserung wurden in verschiedenen Waggonfabriken mit vorhandenen Laufgestellen oder Bodenrahmen kriegszerstörter Fahrzeuge Aufbauwagen hergestellt. Diese Wagen wurden jedoch nur an jene Betriebe ausgeliefert, deren Fuhrpark während des Krieges nahezu vollständig zerstört wurde.
| Jahr | ET | EB  |
| ---- | -- | --- |
| 1950 | 0  | 31  |
| 1951 | 59 | 135 |
| 1952 | 4  | 9   |
| 1953 | 12 | 6   |
| 1954 | 35 | 18  |
| 1955 | 84 | 103 |
| 1956 | 69 | 130 |

Bereits vor dem Krieg existierten Planungen für einen Einheitsstraßenbahnwagen in zwei-, drei- und vierachsiger Ausführung, von dem jedoch nur 30 Beiwagen gefertigt wurden. Ab 1948 wurden diese Pläne wieder aufgegriffen und entsprechend überarbeitet. Als Hersteller wurde das Werk Werdau der Vereinigung Volkseigener Betriebe des Lokomotiv- und Waggonbaus (VVB LOWA) gewählt.
Die ersten Beiwagen wurden 1950 für Berlin, Halle und Potsdam gefertigt. Auf der Frühjahrsmesse 1951 wurde der erste für die Leipziger Verkehrsbetriebe gefertigte Zug, bestehend aus Triebwagen 1601 und Beiwagen 801, der Öffentlichkeit vorgestellt. Beide Wagen waren erstmals Einrichtungswagen mit in Fahrtrichtung angeordneten Bussitzen und ohne Windschutzwände an den Einstiegen. Nur die Werdauer Wagen für die LVB wurden in dieser Form geliefert, alle anderen waren konstruktiv Zweirichtungswagen mit Sitzen in Abteilform. Bei den Wagen für Leipzig wurden jedoch die Türen auf einer Seite weggelassen. Im gleichen Jahr wurden die ersten Fahrzeuge ins Ausland exportiert. Es handelte sich hierbei um 16 Beiwagen für die Warschauer Straßenbahn, die 1954 nach Szczecin (Stettin) abgegeben wurden.

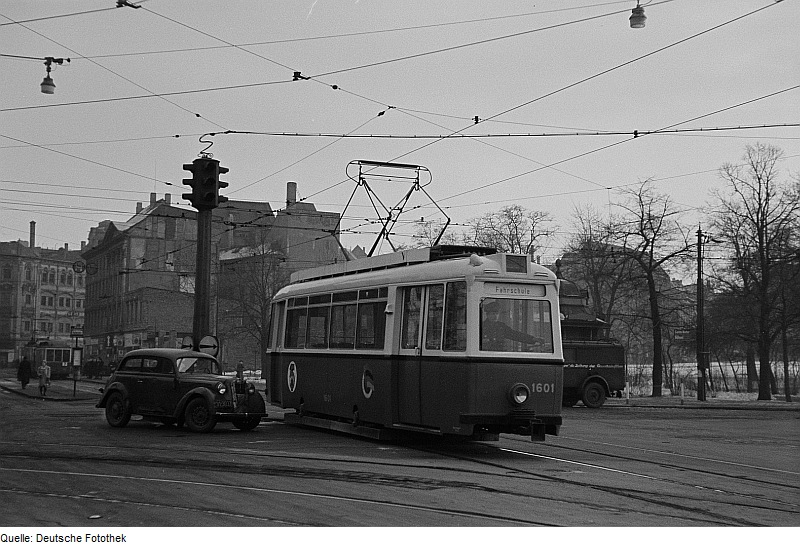
Der erste LOWA-Triebwagen 1601 für Leipzig, 1952

Ende 1953 verlagerte man die Produktion zum VEB Waggonbau Gotha, wo nach geringfügigen Veränderungen die Produktion des Nachfolgers ET/EB 54 aufgenommen wurde. Neben den Betrieben in der DDR wurden zehn Meterspurbetriebe in der Sowjetunion beliefert, außerdem die kapspurige Straßenbahn Tallinn. Die letzten beiden Leipziger Triebwagen 1614 und 1615, die ursprünglich für die Straßenbahn Naumburg vorgesehen und bereits angearbeitet waren, wurden deshalb mit nur einem Führerstand, jedoch Türen auf beiden Seiten ausgeliefert. Die linken Türen wurden mit ausgebauten Griffen in geschlossener Stellung blockiert. Beim Wagen 1615 wurden sie im Rahmen einer Unfallreparatur ausgebaut.
Im Laufe der Jahre erfuhren die in der DDR fahrenden Wagen einige bauliche Veränderungen. So erhielten die meisten der Fahrzeuge, sofern nicht ab Werk bereits vorhanden, Scharfenbergkupplungen. Dies ermöglichte den Einsatz im Zugverband mit den jüngeren Gothawagen. Die Einführung des OS-Betriebs und der damit verbundene Bau von Wendeschleifen an den Streckenenden machte den flächendeckenden Einsatz von Zweirichtungswagen überflüssig. Die Hauptwerkstatt Heiterblick der Leipziger Verkehrsbetriebe sowie das Raw „Roman Chwalek“ Berlin-Schöneweide bauten daher viele der Wagen während der fälligen Hauptuntersuchen in Einrichtungswagen um. Die elektrische Ausrüstung und Gestaltung des Innenraums wurden dabei den Gothawagen angeglichen. Den Verordnungen der BOStrab entsprechend erhielten die Wagen zusätzlich automatische Türschließeinrichtungen, Fahrtrichtungsanzeiger, Notbremsen und Türraumbeleuchtungen. Größere Betriebe wie Potsdam oder Dresden führten diese Arbeiten in den betriebseigenen Werkstätten durch.
Während der Einsatzgeschichte wurden insgesamt neun Triebwagen zu Beiwagen umgebaut. Die Triebwagen 10 bis 12 der Stralsunder Straßenbahn wurden unter Weiterverwendung der Laufgestelle von der Hauptwerkstatt Heiterblick in die Beiwagen 230, 238 und 239 umgebaut und an die Geraer Straßenbahn abgegeben. Die sechs Leipziger Triebwagen 1310 bis 1315 des Typs 30a baute die Hauptwerkstatt Heiterblick 1971/72 in die Beiwagen 832 bis 837 des Typs 62 um. Die wegen ihres schlechten Zustandes neuaufgebauten Wagenkästen hatten danach zwischen den Einstiegen nur noch drei Fenster. Dabei entfielen die Laufgestelle, die Werkstatt passte die Bodenrahmen an die laufgestellose Bauweise der Serienbeiwagen an. Gleichzeitig wurden auch beim bisherigen Wagen 1614 die nie genutzten Türen auf der linken Wagenseite entfernt. Weitere acht Beiwagen der Dresdner Straßenbahn wurden nach Abgabe an die Geraer Straßenbahn von Dresdener Stadt- (1450 mm) auf Meterspur umgespurt.

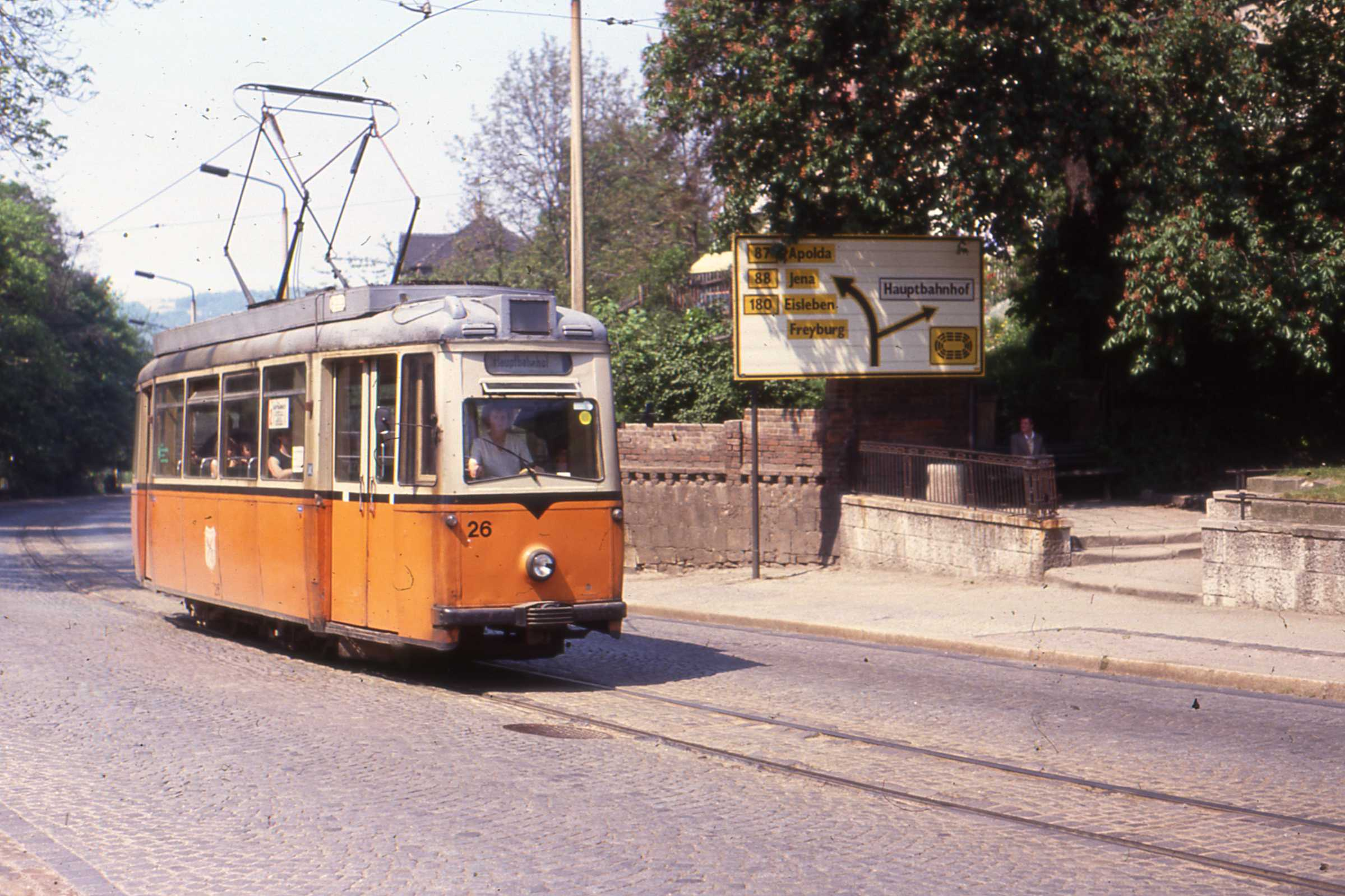
In einigen Städten, wie hier in Naumburg, wurden LOWA-Wagen bis nach der Wende im regulären Fahrgastverkehr eingesetzt, 1990.

In den späteren 1960er und frühen 1970er Jahren begannen die ersten Verkehrsbetriebe mit der Aussonderung ihrer LOWA-Wagen. Einerseits diente die Maßnahme der Typenbereinigung, andererseits erhielten die Betriebe Tatra-Großraum- und später Gelenkwagen aus tschechoslowakischer Produktion, die den Einsatz von Zweiachsern überflüssig machten. Vereinzelt gingen die LOWA-Wagen auch in den Arbeitswagenpark über.
Zum Zeitpunkt der deutschen Wiedervereinigung befanden sich noch einige LOWA-Wagen im Einsatz, so zum Beispiel in Brandenburg, Rostock und Gera. 1993 wurden die letzten Fahrzeuge aus dem Personenverkehr abgezogen. Seit 2010 fährt in Naumburg allerdings der Triebwagen 29 wieder an Wochenenden im regulären Dienst. Er ist mit Baujahr 1955 der älteste Straßenbahnwagen Deutschlands, der noch im regulären Einsatz steht.

## Technische Beschreibung

### Laufgestell

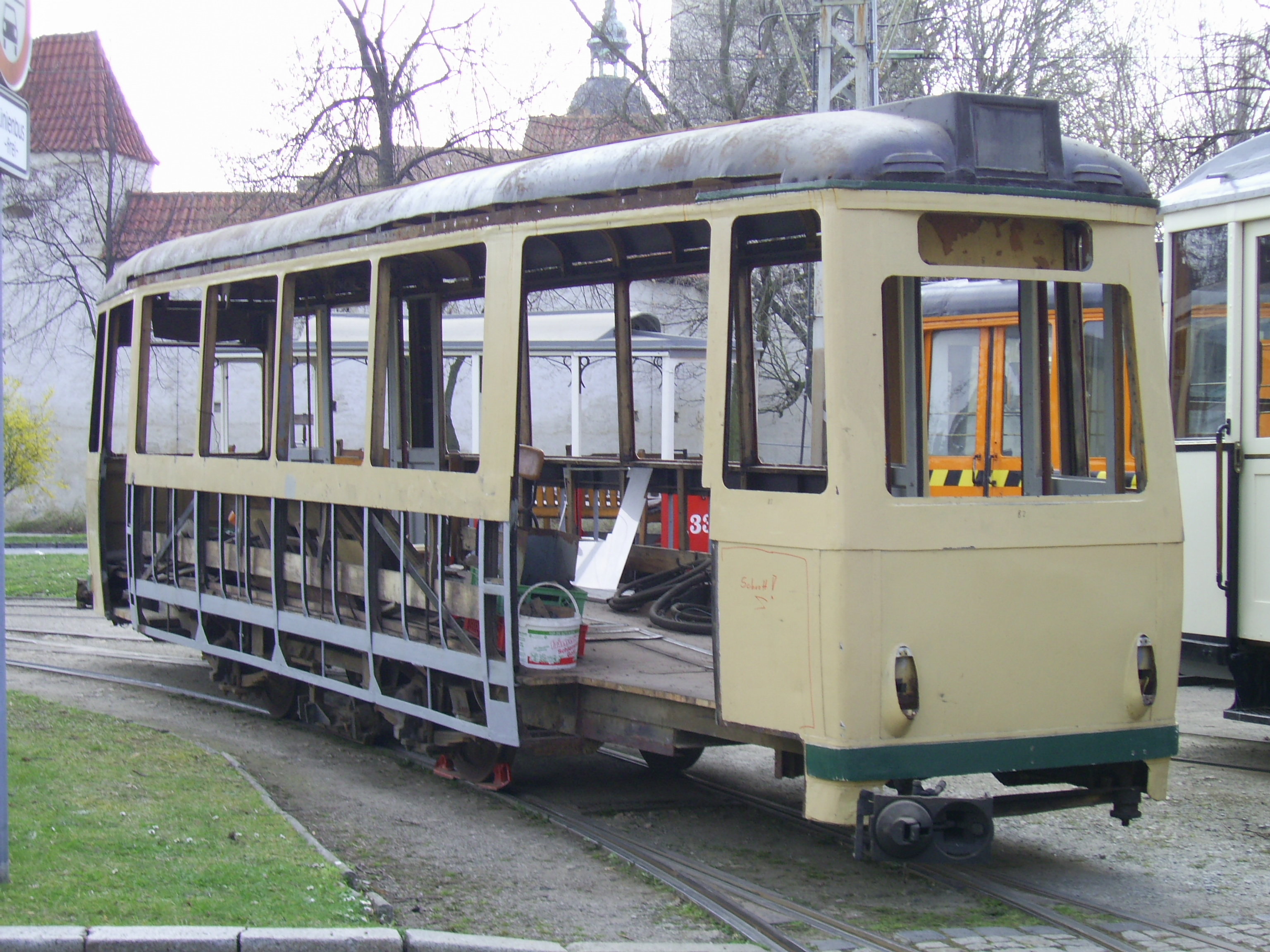
Historischer Beiwagen 1 der Naumburger Straßenbahn während der Rekonstruktion, 2007

Die Triebwagen verfügen über ein Laufgestell, dessen Rahmen aus verschweißten Doppel-T-Trägern besteht. Die bei allen Spurweiten außengelagerten Radsätze werden in Achshaltern geführt, die Tragfedern sind unter den Achslagern angeordnet. Beide Radsätze werden von Fahrmotoren in Tatzlageranordnung angetrieben. Im Laufgestell sind außerdem die Einrichtungen für die mechanische und die Magnetschienenbremsen eingebaut. Der Wagenkasten stützt sich auf dem Laufgestell über Gummifederelemente ab, das Laufgestell seinerseits über Blatt- und zusätzliche Gummifedern auf den in Rollenlagern gelagerten Radsätzen. Bei den regelspurigen Fahrzeugen wirkt die Handbremse auf eine auf der Achswelle befestigte Bremsscheibe, die schmalspurigen Fahrzeugen sind hingegen klotzgebremst. Die Beiwagen verfügen über kein separates Laufgestell. Achsaufhängungen und Bremsen sind direkt am Bodenrahmen befestigt. Als Bremse dienen hier ein Solenoid sowie Handbremsen, die über Bremsscheiben auf die Achsen wirken.

### Wagenkasten
Mit Ausnahme der Leipziger Wagen sind die Fahrzeuge durchweg als Zweirichtungsfahrzeuge konzipiert. Die Seitenwände sind aus geschweißten Abkantprofilen mit Holzverkleidung gefertigt, der Unterboden hingegen aus Walzprofilen. Die Verwendung unterschiedliche Profile hatte zur Folge, dass die Plattformen zum Absenken neigten und die Türholme rissen, was bei den ET/EB 54 überarbeitet wurde. Dadurch stieg ihre Leermasse etwas. Das Tonnendach ist in Holzbauweise errichtet und hat an jedem Stirnende einen mittigen Liniennummernkasten sowie daneben je zwei Lüftungskiemen.

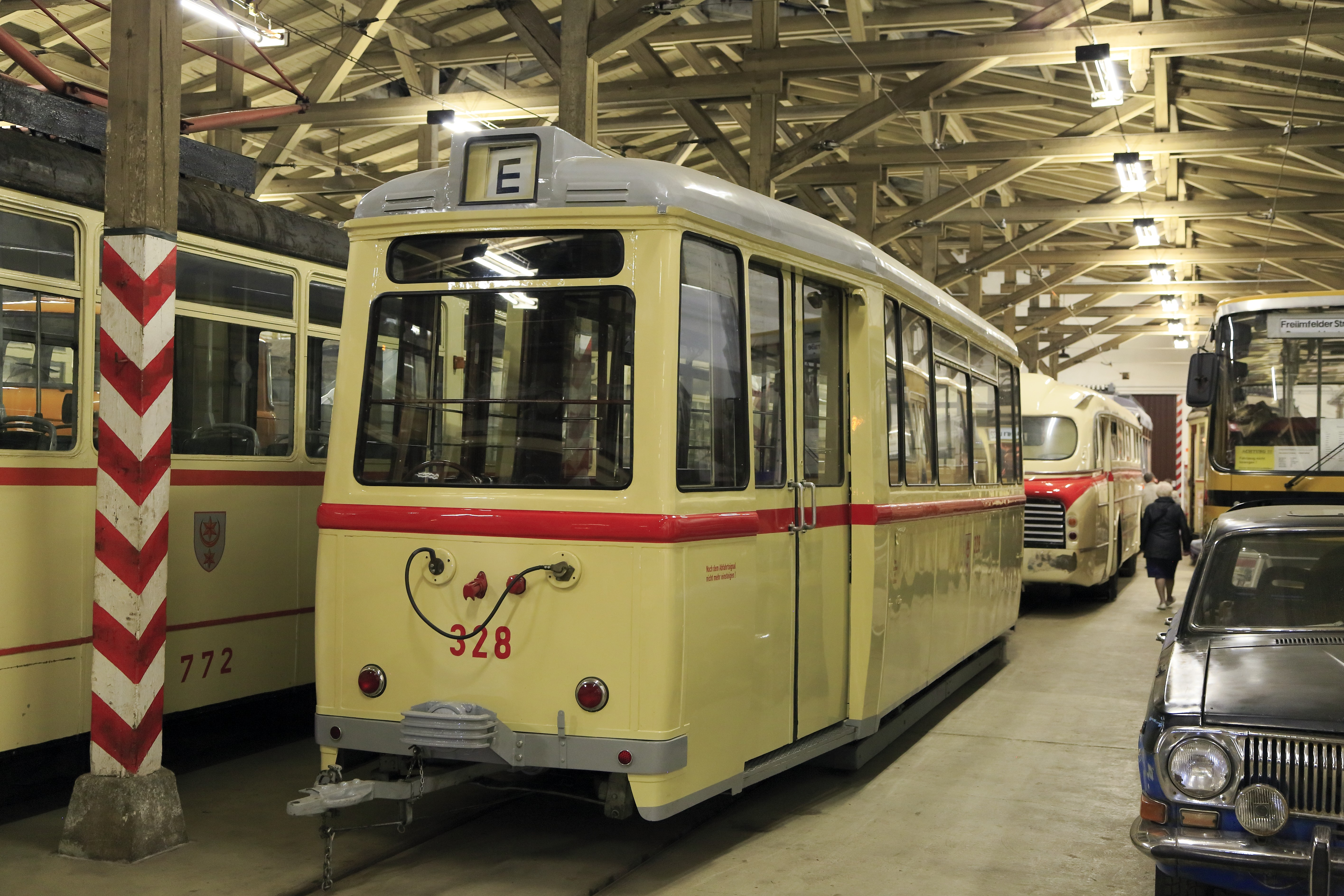
EB 54 von 1956 im Straßenbahnmuseum Halle als Beiwagen 328

Die geschlossenen Plattformen haben je Seite eine Doppelschiebetür. Dazwischen befinden sich vier Seitenfenster mit Lüftungsklappen im oberen Bereich. Der Fahrgastraum ist über schmale Trennwände ohne Türen von den Plattformen abgetrennt. Die Laufräder ragen in den Wageninnenraum hinein, die Ausschnitte sind mit Blech abgedeckt. Damit konnte der Wagenboden relativ niedrig ausgeführt werden. Der Boden der Plattformen liegt noch etwas tiefer, der Übergang geschieht stufenlos durch Rampen. Im Innenraum sind bei den Trieb- und Beiwagen gleichermaßen 22 Sitzplätze in Abteilform eingebaut. Die Fahrerkabinen verfügen über einen fest eingebauten Fahrersitz, sie sind über eine verglaste Wand von der Plattform abgetrennt. Die Front- und Heckscheiben sind in der Regel einteilig ausgeführt und bieten eine gute Sicht die Strecke. Darüber sind Zielschilderkästen eingebaut. Bei den Beiwagen der Baujahre 1950/51 waren diese ebenfalls vorhanden, wurden jedoch nur anfangs genutzt.
Bei regelspurigen Wagen ist der Wagenkasten um die Achslager ausgeschnitten, die Achslagergehäuse sind dadurch von außen sichtbar.

### Elektrische Ausrüstung
Der Antrieb erfolgt über zwei Fahrmotoren des Einheitstyps EM 60/600 des LEW „Hans Beimler“ Hennigsdorf, die bei 600 Volt Gleichspannung eine Stundenleistung von 60 Kilowatt aufweisen. Die Fahrschalter des Typs STNfB 1 lieferte derselbe Hersteller. Die Magnetschienenbremse wird über einen eingebauten Vorwiderstand mit Fahrdrahtspannung gespeist.
Jena, Frankfurt (Oder) und Staßfurt bekamen als einzige Betriebe ET54 mit Rollenstromabnehmern. Ende der 1950er Jahre rüstete Jena und Frankfurt Oder seine Wagen auf Scherenstromabnehmer um, während der Betrieb in Staßfurt 1957 stillgelegt wurde.
Die Beleuchtung der bis 1952 gebauten Wagen erfolgte mit Fahrleitungsspannung und in Reihe geschalteten Lampen, der Stromkreis setzte sich aus drei Lichtkreisen mit je fünf Glühlampen sowie zwei Heizkörpern mit 750 Watt Leistung zusammen. Bei den jüngeren Wagen ist eine Kleinspannungsanlage installiert, die eine von der Fahrdrahtspannung unabhängige Beleuchtung ermöglicht. Gleichzeitig wurde die Innenbeleuchtung auf Leuchtstoffröhren umgestellt.
Die Bremssolenoide der Beiwagen werden über Verbindungen von der Widerstandsbremse der Triebwagen gespeist. An den Wagenenden befinden sich weitere Kontaktverbindungen zur Stromversorgung der Beiwagen. Bei den mit automatischer Scharfenbergkupplung ausgerüsteten Wagen sind diese bereits in die Kupplung integriert. Für die Berliner Beiwagen typisch war eine in den oberen Stirnfenstern eingelassene kreisrunde Öffnung, durch die die Kabelverbindungen gesteckt wurden. Die Triebwagen sind mit einem Umformer zur Ladung der Batterien im Zug ausgerüstet. Bei einigen ET 54 wird über diesen Umformer auch eine Kompressoranlage zur Türschließung betrieben.

## Sonderbauformen

### ET/EB 198 03 und 04

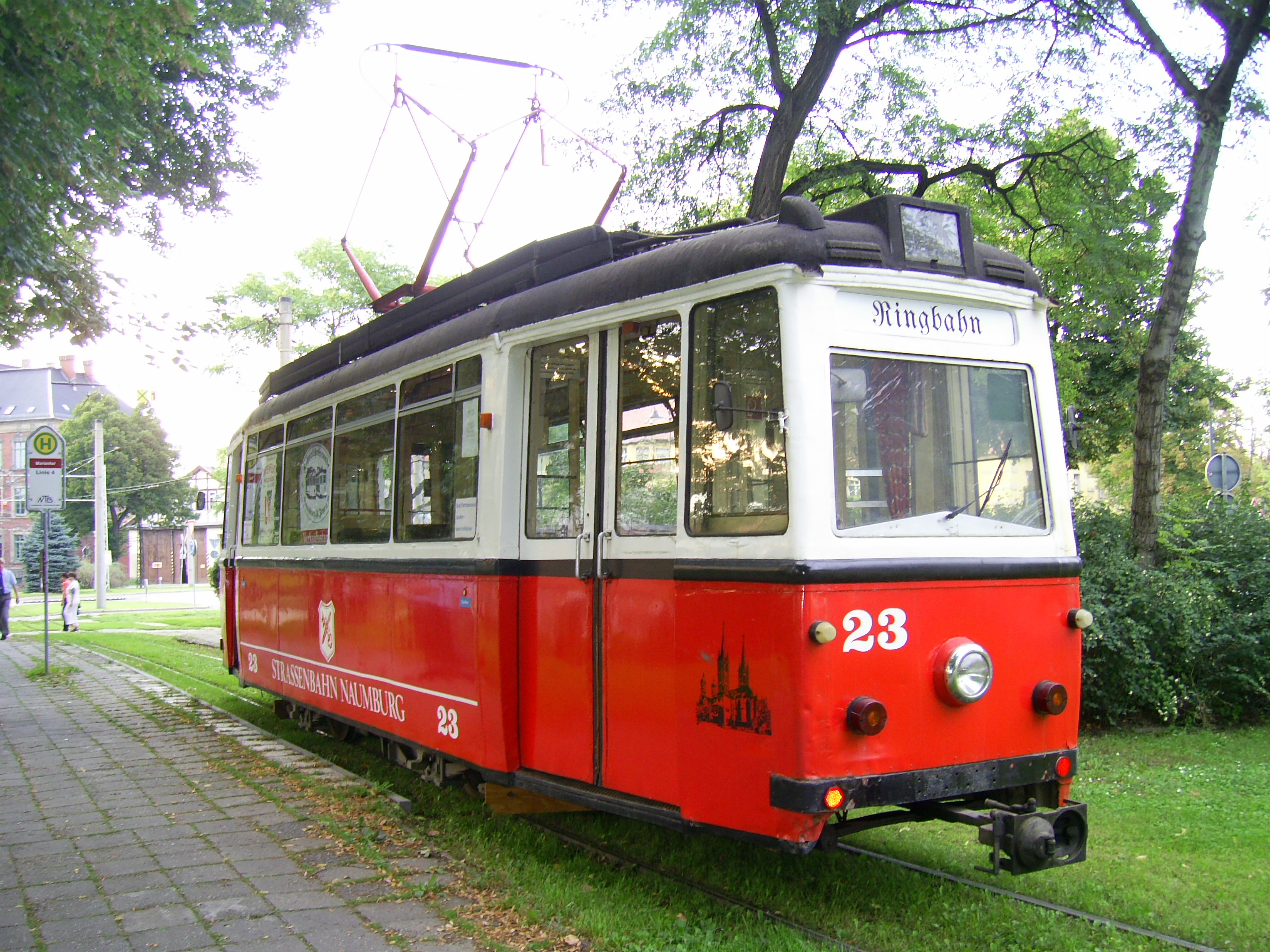
Triebwagen 23 der Naumburger Straßenbahn fuhr bis 1964 in Klingenthal

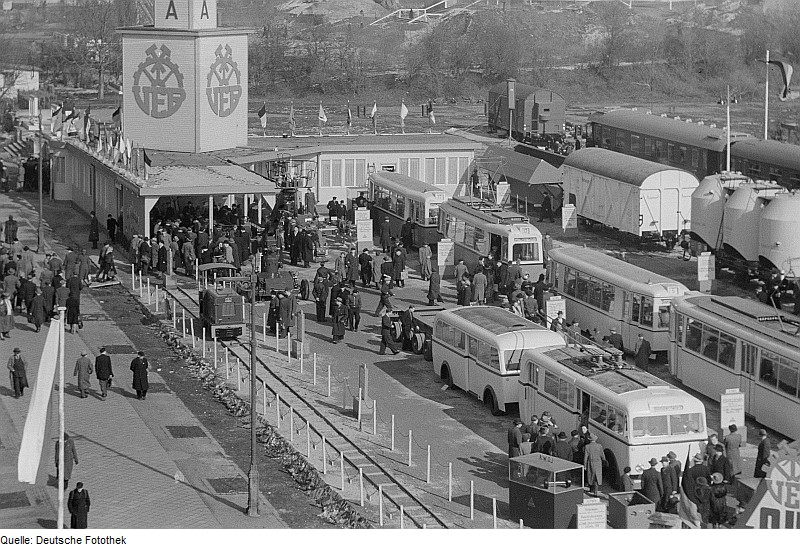
Präsentation der LOWA-Produkte auf der Leipziger Messe 1951, unter anderem die Prototypen des vierachsigen Großraumzug-Triebwagens und des dreiachsigen Beiwagens

1956 wurden zwei von der Serie abweichende Triebwagen für die Schmalspurbahn Klingenthal–Sachsenberg-Georgenthal der Deutschen Reichsbahn als ET 198 03 und 04 gefertigt. Als Besonderheit besaßen die Fahrzeuge entsprechend den Betriebsvorschriften der Deutschen Reichsbahn zusätzlich zu ihrer Glocke ein Typhon. Außerdem erhielt die Klingenthaler Schmalspurbahn zwei Beiwagen, die als EB 198 03 und 04 geführt wurden. Nach der Stilllegung der Strecke 1964 kamen die Fahrzeuge zur Plauener Straßenbahn. Anschließend kamen beide Triebwagen nach Naumburg und fuhren dort unter den Nummern 22 und 23. Während der Triebwagen 22 im Jahre 1984 verschrottet wurde, befindet sich der Wagen 23 in Privatbesitz und ist im Depot der Naumburger Straßenbahn untergestellt.

### Drei- und Vierachser
Wie bereits beim ESW waren auch bei den LOWA-Wagen neben der zweiachsigen auch eine drei- sowie eine vierachsige Variante vorgesehen. 1951 wurden daher in Werdau ein Lenkdreiachs-Beiwagen sowie ein vierachsiger Großraumzug mit Trieb- und Beiwagen gebaut.
Der dreiachsige Beiwagen kam als Typ BEL 50 unter der Nummer 1750II in Berlin zum Einsatz. 1957 erhielt der Wagen die Nummer 1749II, bevor er 1961 nach Potsdam abgegeben wurde. Dort fuhr er bis zu seiner Ausmusterung unter der Nummer 256. Der Wagen hatte eine Länge von 11,4 Meter und Endeinstiege.
Der Großraumzug 8001II/3001II des Typs TDE 52/BDE 52 wurde 1952 auf der Leipziger Frühjahrsmesse vorgestellt und kam anschließend ebenfalls in Berlin zum Einsatz. Wegen seiner Breite von 2,50 Metern konnte er nur auf der Linie 86 zwischen S-Bahnhof Grünau und Alt-Schmöckwitz eingesetzt werden. 1969 wurden beide Wagen ausgemustert und verschrottet.

## Fahrzeugübersicht

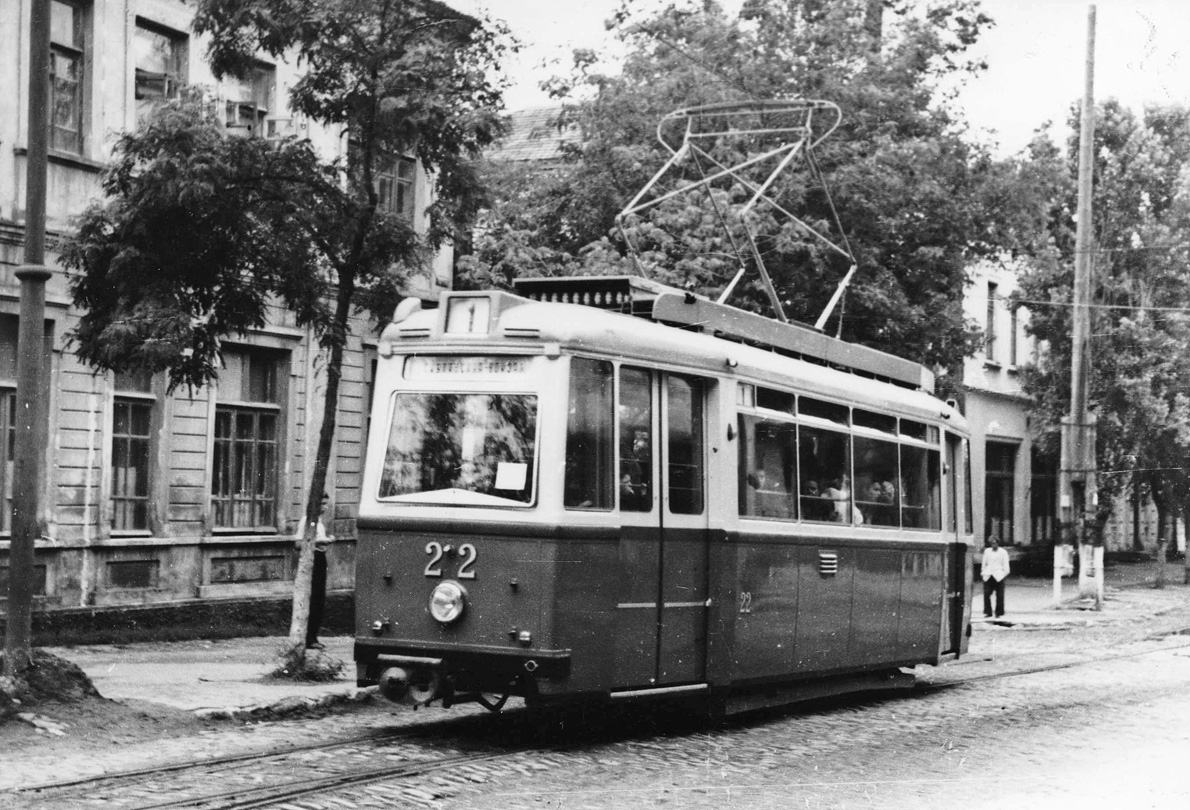
ET54 als Triebwagen 22 in Kischinjow, 1955

Die nachfolgende Tabelle listet alle Straßenbahnbetriebe auf, die LOWA-Wagen ab Werk erhielten. Umsetzungen sowie der Umbau von Trieb- zu Beiwagen sind nicht berücksichtigt. Teilweise werden vor allem für die Betriebe in der Sowjetunion andere Zahlen angegeben, die Tabelle erhebt daher keinen Anspruch auf Vollständigkeit.
| Staat        | Ort                      | Spurweite    | ET 50 | EB 50 | ET 54 | EB 54 | Σ ET | Σ EB | Σ ET+EB |
| ------------ | ------------------------ | ------------ | ----- | ----- | ----- | ----- | ---- | ---- | ------- |
| DDR          | Berlin                   | 1435 mm      | 0     | 20    | 0     | 20    | 0    | 40   | 40      |
| DDR          | Brandenburg              | 1000 mm      | 3     | 3     | 3     | 3     | 6    | 5    | 11      |
| DDR          | Chemnitz/Karl-Marx-Stadt | 0925 mm      | 0     | 4     | 0     | 3     | 0    | 7    | 7       |
| DDR          | Cottbus                  | 1000 mm      | 0     | 2     | 2     | 0     | 2    | 2    | 4       |
| DDR          | Dessau                   | 1435 mm      | 1     | 1     | 3     | 0     | 4    | 1    | 5       |
| DDR          | Dresden                  | 1450 mm      | 4     | 10    | 16    | 30    | 20   | 40   | 60      |
| DDR          | Frankfurt (Oder)         | 1000 mm      | 1     | 0     | 2     | 7     | 3    | 7    | 10      |
| DDR          | Gera                     | 1000 mm      | 3     | 2     | 2     | 5     | 5    | 7    | 12      |
| DDR          | Görlitz                  | 1000 mm      | 0     | 0     | 3     | 6     | 3    | 6    | 9       |
| DDR          | Gotha                    | 1000 mm      | 3     | 0     | 0     | 3     | 3    | 3    | 6       |
| DDR          | Halberstadt              | 1000 mm      | 1     | 2     | 1     | 0     | 2    | 2    | 4       |
| DDR          | Halle (Saale)            | 1000 mm      | 8     | 22    | 6     | 10    | 14   | 32   | 46      |
| DDR          | Hohenstein-Ernstthal     | 1000 mm      | 0     | 2     | 0     | 0     | 0    | 2    | 2       |
| DDR          | Jena                     | 1000 mm      | 2     | 6     | 2     | 2     | 4    | 8    | 12      |
| DDR          | Klingenthal (DR)         | 1000 mm      | 0     | 0     | 2     | 2     | 2    | 2    | 4       |
| DDR          | Leipzig                  | 1458 mm      | 9     | 34    | 6     | 52    | 15   | 86   | 101     |
| DDR          | Magdeburg                | 1435 mm      | 7     | 11    | 4     | 3     | 11   | 14   | 25      |
| DDR          | Naumburg                 | 1000 mm      | 2     | 0     | 3     | 0     | 5    | 0    | 5       |
| DDR          | Nordhausen               | 1000 mm      | 2     | 0     | 0     | 0     | 2    | 0    | 2       |
| DDR          | Plauen                   | 1000 mm      | 3     | 0     | 4     | 0     | 7    | 0    | 7       |
| DDR          | Potsdam                  | 1435 mm      | 11    | 17    | 3     | 7     | 14   | 24   | 38      |
| DDR          | Rostock                  | 1440 mm      | 3     | 11    | 11    | 16    | 14   | 27   | 41      |
| DDR          | Schöneiche               | 1000 mm      | 0     | 0     | 0     | 3     | 0    | 3    | 3       |
| DDR          | Schwerin                 | 1435 mm      | 4     | 0     | 0     | 0     | 4    | 0    | 4       |
| DDR          | Staßfurt                 | 1000 mm      | 0     | 0     | 1     | 0     | 1    | 0    | 1       |
| DDR          | Stralsund                | 1000 mm      | 3     | 0     | 1     | 0     | 4    | 0    | 4       |
| DDR          | Zwickau                  | 1000 mm      | 3     | 6     | 4     | 0     | 7    | 6    | 13      |
| VR Polen     | Warschau                 | 1435 mm      | 0     | 16    | 0     | 0     | 0    | 16   | 16      |
| UdSSR        | Kischinjow               | 1000 mm      | 0     | 0     | 5     | 5     | 5    | 5    | 10      |
| UdSSR        | Kaliningrad              | 1000 mm      | 0     | 0     | 28    | 37    | 28   | 37   | 65      |
| UdSSR        | Lwow                     | 1000 mm      | 0     | 0     | 6     | 6     | 6    | 6    | 12      |
| UdSSR        | Nikolajew                | 1000 mm      | 0     | 0     | 4     | 4     | 4    | 4    | 8       |
| UdSSR        | Pjatigorsk               | 1000 mm      | 0     | 0     | 11    | 10    | 11   | 10   | 21      |
| UdSSR        | Simferopol               | 1000 mm      | 0     | 0     | 4     | 4     | 4    | 4    | 8       |
| UdSSR        | Tallinn                  | 1067 mm      | 0     | 0     | 20    | 20    | 20   | 20   | 40      |
| UdSSR        | Taschkent                | 1000 mm      | 0     | 0     | 8     | 9     | 8    | 9    | 17      |
| UdSSR        | Winniza                  | 1000 mm      | 0     | 0     | 1     | 1     | 1    | 1    | 2       |
| UdSSR        | Wyborg                   | 1000 mm      | 0     | 0     | 9     | 6     | 9    | 6    | 15      |
| Gesamtsumme: | Gesamtsumme:             | Gesamtsumme: | 73    | 169   | 175   | 274   | 248  | 443  | 691     |

## Historische Fahrzeuge

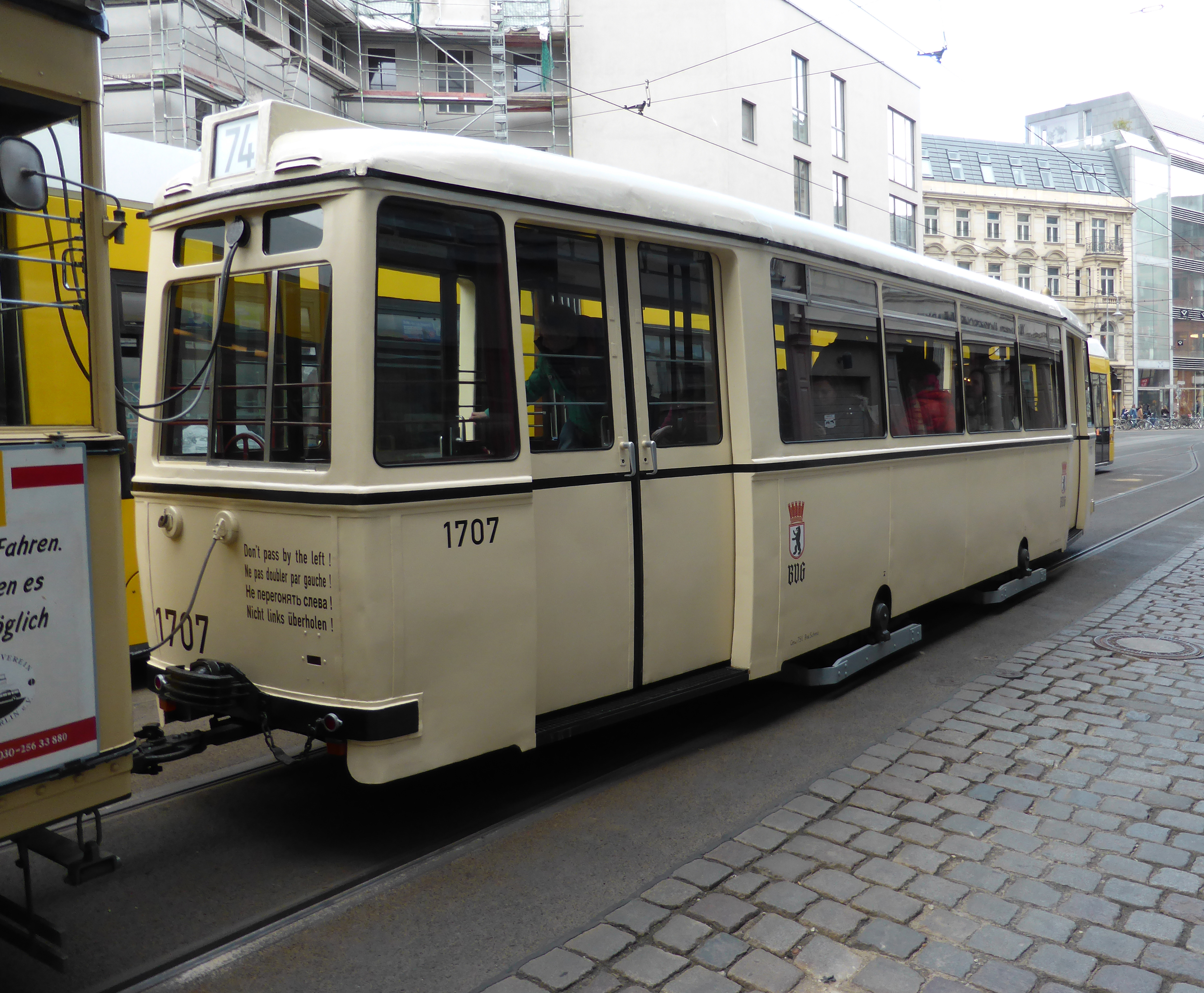
Beiwagen 1707 LOWA Typ B 50 der BVG.

In mehreren Städten sind einzelne Wagen sowie komplette Züge als historische Fahrzeuge erhalten, je nach Zustand im ausstellungs- oder fahrfähigen Zustand. Die Leipziger Verkehrsbetriebe besitzen mit dem Triebwagen 1601 den ältesten ET 50, er bildet dort mit dem Beiwagen 803 ein festes Gespann. Im Straßenbahnmuseum Halle sind der Triebwagen 505 (ET 50) und der Beiwagen 328 (EB 54) erhalten. Der DVN Berlin betreut den Beiwagen 1707II der Berliner Verkehrsbetriebe. Weitere Wagen sind unter anderem in Gera, Naumburg (Saale) oder Dresden erhalten. Auch in Rostock sind drei Trieb- und ein Beiwagen vorhanden und im depot12 der Rostocker Nahverkehrsfreunde beheimatet.